# Neal Creque
Earl Neal Creque (* 13. April 1940 in Saint Thomas; † 1. Dezember 2000 in Olmsted Falls, Ohio) war ein amerikanischer Jazzpianist, der vor allem als Komponist von Songs hervorgetreten ist.

## Leben und Wirken
Creque, dessen Vater klassisches Piano spielte, hatte ab dem fünften Lebensjahr Klavierunterricht. Mit neun Jahren trat er mit seinem Vater im Radio als Duo Creque & Creque auf. 1956 kam er von den Virgin Islands in die Vereinigten Staaten, um das Theil College in Greenville (Pennsylvania) zu besuchen. Anschließend verbrachte er vier Jahre in der Air Force, wo er in einer Marching Band spielte, nachdem er die Pilotenlaufbahn nicht einschlagen konnte. Für zwei Jahre zog er nach Miami, wo er in einer Rock-’n’-Roll-Band wirkte. Dann ging er nach New York City, wo er zunächst Mitglied von Pucho Browns Latin Soul Brothers wurde, bevor er bei Perkussionist Mongo Santamaría arbeitete. Auch nahm er mit Stanley Turrentine, Teresa Brewer, Leon Thomas, Grant Green, Harold Ousley, Bernard Purdie und Eddie „Cleanhead“ Vinson auf. Dann leitete er die Band von Carmen McRae und legte eigene Alben vor, bevor er 1973 mit seiner Familie nach Cleveland zog. Dort war er als Musikpädagoge tätig, zunächst an der Cleveland State University und dem Cleveland Music Settlement, bevor er 1988 als Hochschullehrer für Jazzpiano ans Oberlin Conservatory of Music berufen wurde.
Creque schrieb mehr als 3000 Songs. Zahlreiche seiner Kompositionen wurden aufgenommen, etwa von Pucha Brown, Grant Green, Ramsey Lewis, Johnny Lytle, Ronnie Earl, Leon Thomas und Pink. Mit Mongo Santamaria verfasste er den Grammy-nominierten Song "Sofrito", der später von Jennifer Lopez auf dem Album J.Lo. gesamplet wurde. 
Die Sängerin Nina Creque ist seine Tochter. 

## Diskographische Hinweise
- Contrast! (Cobblestone Records, 1972)
- 1972: Creque (Cobblestone, 1972, später als Black Velvet Rose bei Muse Records)
- 1973: The Hand of Time (Muse Records)